# Scharten
Scharten je obec v rakouské spolkové zemi Horní Rakousy, v okrese Eferding.

## Geografie
Obec Scharten leží v nadmořské výšce 397 metrů. Nejvyšší bod je Roithner Kogl, který se nachází ve výšce 448 metrů nad mořem. Rozloha je 7 km od severu k jihu a 5,1 km od západu na východ.
Místní části: Aigen, Breitenaich, Finklham, Herrnholz, Kronberg, Leppersdorf, Oberndorf, Rexham, Roitham, Roithen, Scharten, Vitta.

## Historie
Původně ležela ve východní části bavorského vévodství a od 12. století patřila k rakouskému vévodství. Od roku 1490 byla přidělena rakouskému knížectví Rakousy nad Enží. Během napoleonských válek bylo místo několikrát obsazeno. Od roku 1918 patřila do Horního Rakouska. Po připojení Rakouska k německé říši 13. března 1938 obec patřila k Hornodunajské župě (Gau Oberdonau). Roku 1945 bylo obnovena spolková země Horní Rakousko.

## Památky
- římskokatolický farní kostel a fara
- evangelický kostel a farní dvůr

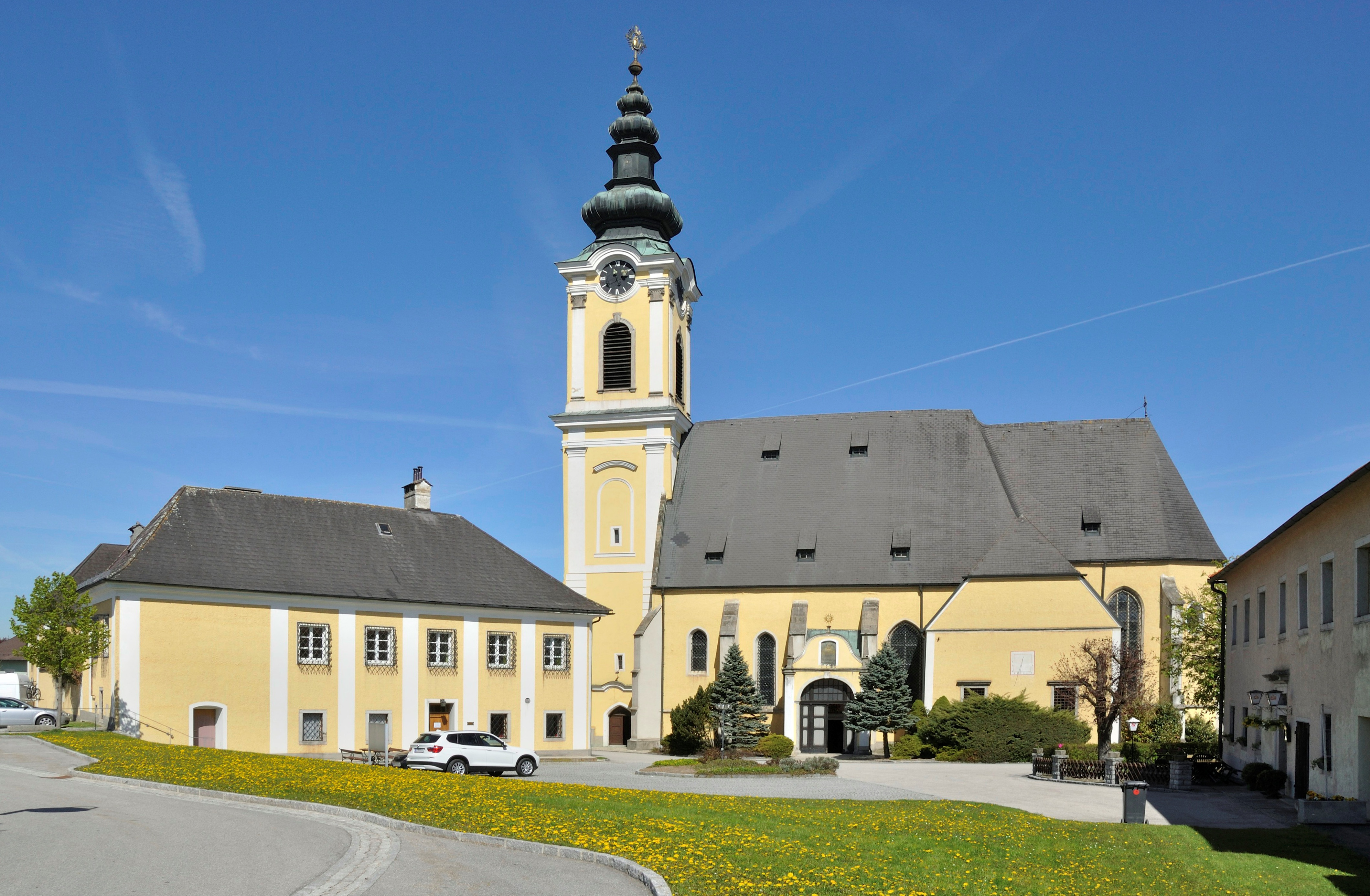
římskokatolický farní kostel
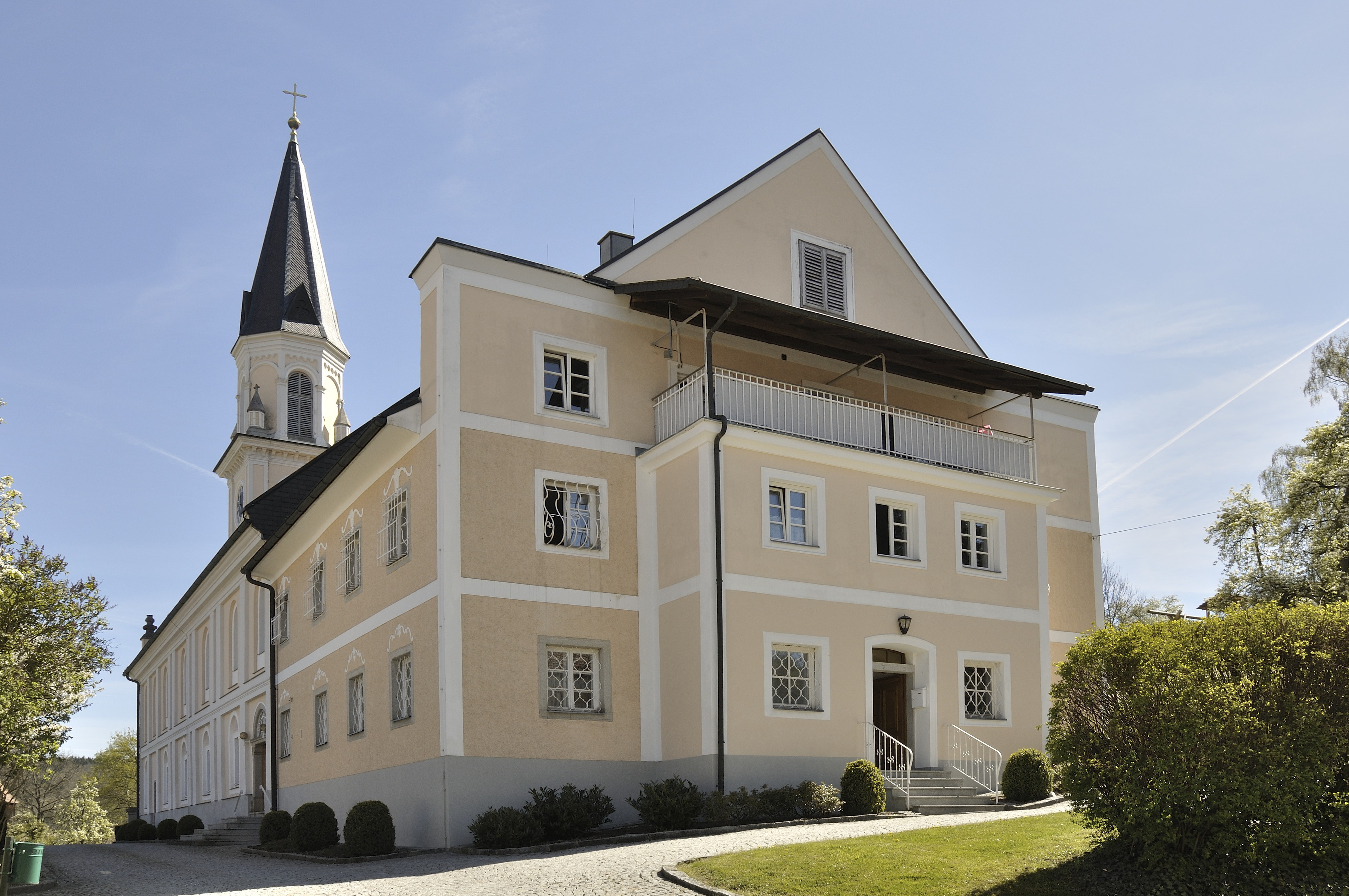
farní dvůr